# Blue Angels (videogioco)
Blue Angels, sottotitolato Formation Flight Simulation sulle confezioni ma non su schermo, è un videogioco simulatore di volo acrobatico pubblicato nel 1989 per i computer Amiga, Atari ST, Commodore 64 e MS-DOS dalla Accolade.
Prende il nome dai Blue Angels, pattuglia acrobatica statunitense, e permette di pilotare un F/A-18 Hornet.
Veniva spesso considerato un simulatore di tipo semplice.
Una conversione prevista per Apple IIGS non fu mai pubblicata, ma ne esiste una versione beta.

## Modalità di gioco
Si pilota un F/A-18 con comandi semplici e limitati a pochi tasti oppure all'uso del joystick. Se si usa quest'ultimo, le direzioni da sole muovono la barra di comando, mentre se si tiene premuto il pulsante le direzioni controllano la velocità e il rollio.
In volo si ha una visuale tridimensionale su un paesaggio poco decorato, costituito perlopiù da terra verde e cielo blu, che occupa poco più di un terzo dello schermo, mentre la parte in basso è occupata dagli strumenti di bordo. Nella versione Commodore 64 si parte direttamente in volo, senza decollo e atterraggio, ed è disponibile solo la visuale frontale; sugli altri computer a 16 bit è possibile orientare la visuale del pilota anche di lato e dietro.
Gli strumenti di bordo sono piuttosto semplici e molti di essi, come diverse spie luminose, sono soltanto decorativi.
Il gioco sostanzialmente consiste nel seguire bene i movimenti necessari per rimanere in formazione. È utile memorizzare i movimenti di cui è composta ogni manovra, utilizzando le opzioni di allenamento sino a quando non sì sono imparate quasi meccanicamente.
Da un sistema di menù iniziale è possibile selezionare diverse modalità: "spettatore" per assistere passivamente a uno spettacolo acrobatico preregistrato; "simulatore" (una sorta di "simulatore nel simulatore") per provare le manovre acrobatiche; prova delle manovre sull'aereo "vero"; spettacolo acrobatico nel simulatore; prova di spettacolo acrobatico sull'aereo; spettacolo acrobatico effettivo. Sui computer a 16 bit è disponibile anche il volo libero.
In modalità spettatore, su Commodore 64 lo spettacolo si segue comunque dall'abitacolo, mentre sui 16 bit, oltre che dai vari F/A-18, è possibile la vista in terza persona da un pallone aerostatico, dalle tribune, o da un aeroplano che segue.
Nel simulatore l'aspetto della cabina di pilotaggio è un po' diverso, ma gli strumenti sono sostanzialmente gli stessi. La finestra superiore, anziché la visuale esterna del cielo, mostra un ambiente virtuale con una serie di rettangoli trasparenti, dentro i quali bisogna passare per seguire il corretto percorso della manovra acrobatica.
Nelle modalità di prova delle manovre, nel simulatore o "reali", si seleziona una specifica manovra dai sottomenù. Le figure possibili sono 30, identificate dal nome in inglese e da un diagramma tridimensionale che mostra il percorso da eseguire come una scia colorata all'interno di un cubo trasparente. Una volta in gioco bisognerà cercare di seguire pedissequamente il percorso predefinito. In ogni manovra si fa parte di una squadriglia di fino a sei F/A-18 che volano vicinissimi l'uno all'altro, scegliendo inizialmente la posizione del proprio velivolo nella formazione.
Lo spettacolo acrobatico può essere di vari tipi, ciascuno costituito da una sequenza predefinita di manovre. L'obiettivo finale del gioco è effettuare lo spettacolo acrobatico "reale", volando con il minor margine di errore possibile, entrando eventualmente in una classifica dei migliori piloti.
Si può modificare il livello di realismo del gioco regolando la velocità di scorrimento del tempo e la presenza di strumenti di aiuto per il pilota. Sulla parte destra e sulla parte sinistra del pannello strumenti sono presenti due quadranti, di cui uno opzionalmente contiene un indicatore a frecce, che mostra qual è il movimento da fare al momento per eseguire la manovra. L'altro quadrante, sui 16 bit, può contenere un radar oppure uno schermo con la posizione dell'aereo rispetto a quella perfetta al centro di un ovale; su Commodore 64 può contenere il nome della manovra attuale.
Al centro, sui 16 bit è presente un inclinometro, e su Commodore 64 uno schermo con rettangoli trasparenti che rappresentano il percorso da attraversare, analogo a quello che nel simulatore si vede nella finestra principale.
Un cronometro sopra il display centrale dice quanto tempo manca al successivo movimento da fare; quando il conto alla rovescia raggiunge lo zero, l'eventuale indicatore a frecce cambia indicazione.
Dopo ogni volo, anche simulato, vengono mostrate le proprie prestazioni tramite tre grafici che rappresentano lo scostamento di imbardata, beccheggio e rollio rispetto al percorso che idealmente si doveva seguire, e le percentuali di errore complessive.

## Accoglienza
Blue Angels ricevette giudizi fortemente variabili dalla critica dell'epoca.
All'estremo più positivo, la rivista francese Joystick diede un voto del 95% e un titolo di "megastar" alla versione MS-DOS. 
Videogame & Computer World affermò che il gioco si imponeva per originalità e assegnò 8,7 su 10 alle versioni DOS e Amiga, nonché 8 a quella per Commodore 64.
Guida Videogiochi valutò un interesse di 17/20 e lodò l'animazione, sebbene poi si ridimensionò molto sulla versione DOS, che al contrario riteneva lenta nell'animazione, accettabile solo per chi usasse un computer 386.
All'estremo opposto, CU Amiga, riferendosi a una riedizione economica per Amiga del 1993, assegnò a Blue Angels il voto 20%, trovandolo noioso e non impegnativo. Amiga Power diede 41% sempre a questa riedizione.
Secondo Commodore Gazette la struttura di gioco "rasenta la demenzialità" e il giudizio su Commodore 64 è mediocre. Comunque un vero pilota avrebbe detto alla redazione che il gioco riproduce abbastanza fedelmente le caratteristiche di un vero simulatore acrobatico, sebbene con controlli semplificati per renderlo abbastanza giocabile.
Aktueller Software Markt diede alle versioni Amiga e DOS voti di 4/12 al "valore di gioco" e 2/12 al rapporto qualità/prezzo.